# Tonlé Sap
Pour les articles homonymes, voir Sap.
 (octobre 2010).
Si vous disposez d'ouvrages ou d'articles de référence ou si vous connaissez des sites web de qualité traitant du thème abordé ici, merci de compléter l'article en donnant les références utiles à sa vérifiabilité et en les liant à la section « Notes et références ».
Le Tonlé Sap (khmer : បឹងទន្លេសាប, Boeung Tonlé Sap, « grande rivière d'eau douce », traduit plus fréquemment « grand lac ») est un système hydrologique combinant lac et rivière portant ce même nom, d'une importance capitale pour le Cambodge. Le lac est le plus grand lac d'eau douce d'Asie du Sud-Est et un site de première importance du point de vue écologique, reconnu en tant que réserve de biosphère par l'Unesco en 1997. Le lac est situé en plein centre du Cambodge, avec une orientation nord-ouest sud-est. Le site historique d'Angkor se trouve tout près de son bord nord. L'émissaire du même nom et de même orientation relie le lac au Mékong, le confluent étant à Phnom Penh.
Le lac occupe une dépression créée par la contrainte géologique causée par la collision du sous-continent indien et de l'Asie.
Les Cambodgiens ne font pas la différence entre le lac proprement dit et son émissaire, ils englobent le tout sous le même vocable Tonlé Sap. La limite entre les deux étant floue, fluctuante, voire impossible à déterminer.
Ce lac est caractérisé par un phénomène exceptionnel : le renversement des eaux. L'eau coule à la saison des pluies (la mousson) du Mékong vers le lac et, à la saison sèche, du lac vers le Mékong.

## Géographie

### Hydrologie
Le régime d'écoulement alternatif de la rivière Tonlé Sap est celui d'un cours d'eau sans source hydrographique et est très rare dans le monde : selon la saison, elle coule du lac vers le Mékong (nord-ouest vers sud-est en saison sèche de novembre à mai), ou du Mékong, alors en crue, vers le lac (sud-est vers le nord-ouest, pendant la saison de la fonte des neiges himalayennes et des pluies de mousson de mai à novembre), le lac servant ainsi de déversoir au trop-plein des eaux en période de hautes eaux, et de réservoir, en période de basses eaux. 
Ce lac est donc une protection naturelle, agissant comme une vanne de sûreté, quoique parfois insuffisante, contre les inondations du Mékong. On appelle « retournements des eaux » les périodes où le cours de la rivière Tonlé Sap s'inverse, une fois par an, dans chaque sens (en mai et en novembre). La Fête des Eaux (Bon Om Touk en khmer) en novembre, se situe au moment où les eaux sont les plus hautes. La rivière va ensuite de nouveau couler vers le Mékong.
La superficie du lac pendant la saison sèche (février à mai), est d'environ 2 700 km2 pour une profondeur d'environ 1 mètre, elle se voit quasiment multipliée par six, quand arrive la saison des pluies de mousson, concomitante à son début avec la fonte des neiges. On estime que la surface du lac peut alors atteindre 16 000 km2 et sa profondeur 9 mètres, noyant rizières et forêts. En volume, cela représente une multiplication par un facteur 70. À son niveau maximal, le Tonlé Sap devient alors la plus grande réserve d'eau douce d'Asie du Sud-Est et couvre 7 % de la superficie totale du Cambodge.
Le Tonlé Sap draine une partie de l'ouest du Cambodge : il a notamment pour tributaires la Sangker, qui coule dans la province de Battambang, et la Pouthisat, ou rivière de Pursat, qui coule dans la province de Pouthisat ou Pursat.

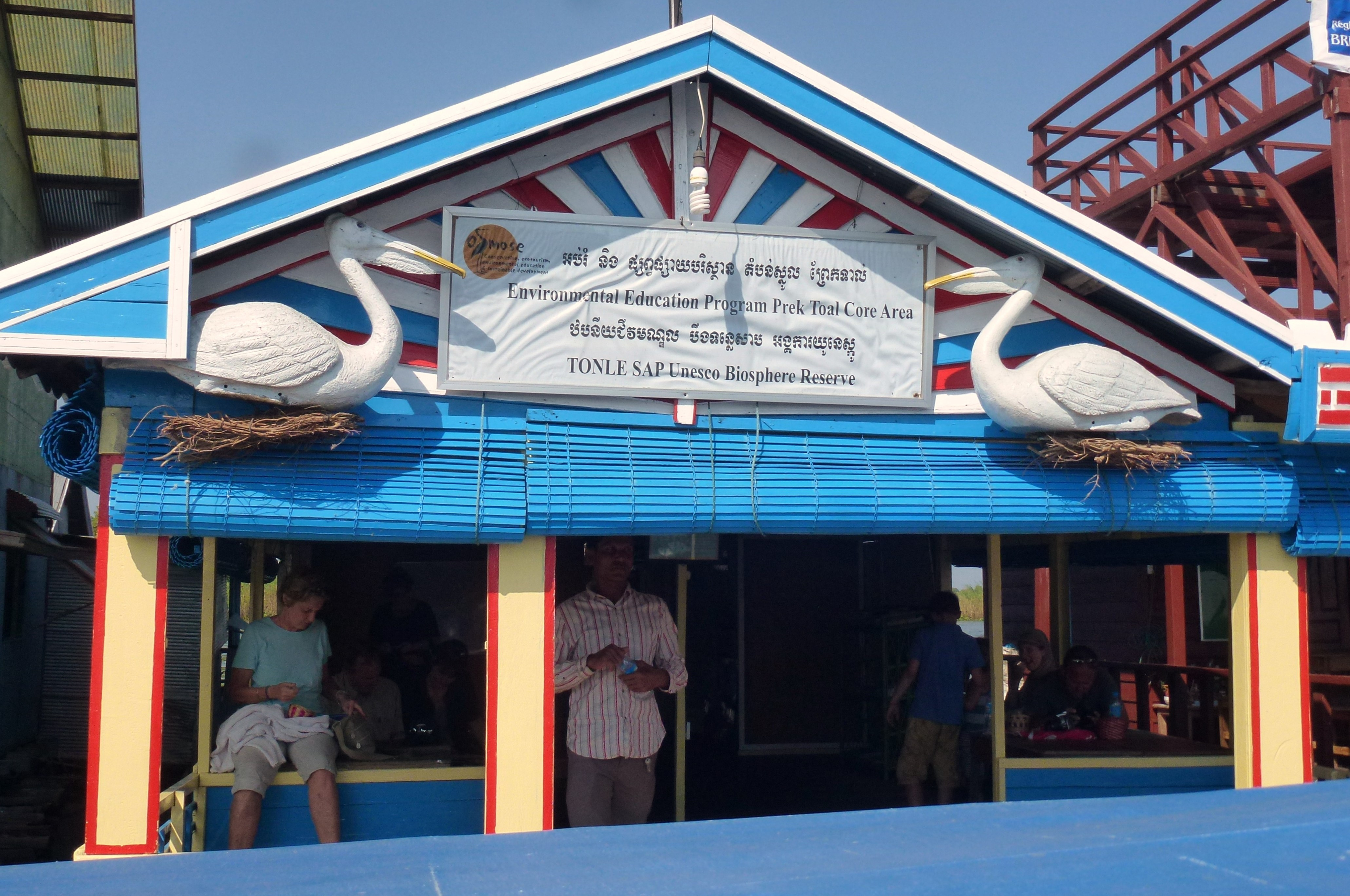
Unesco Biosphere Reserve
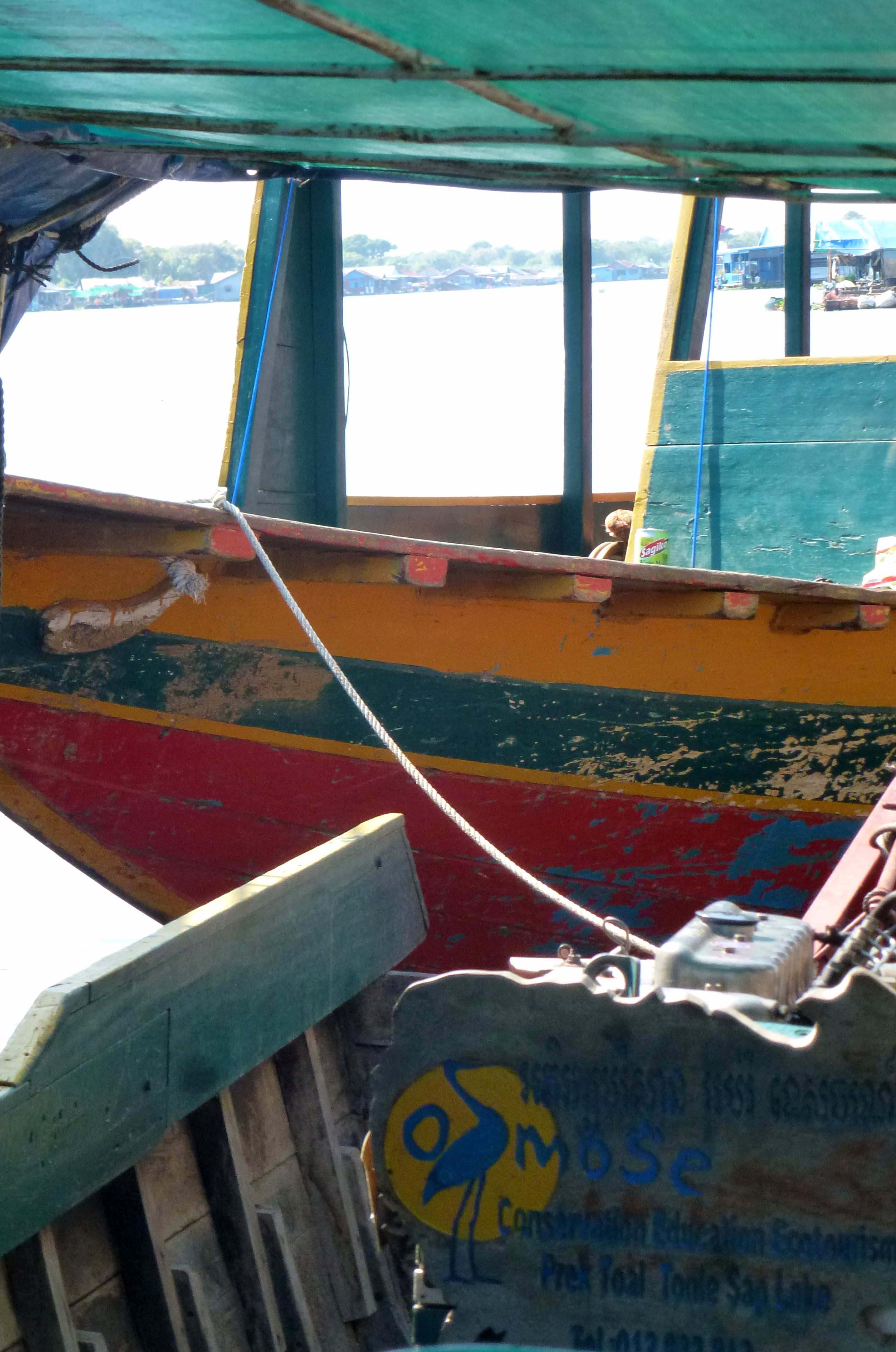
Association OSMOSE
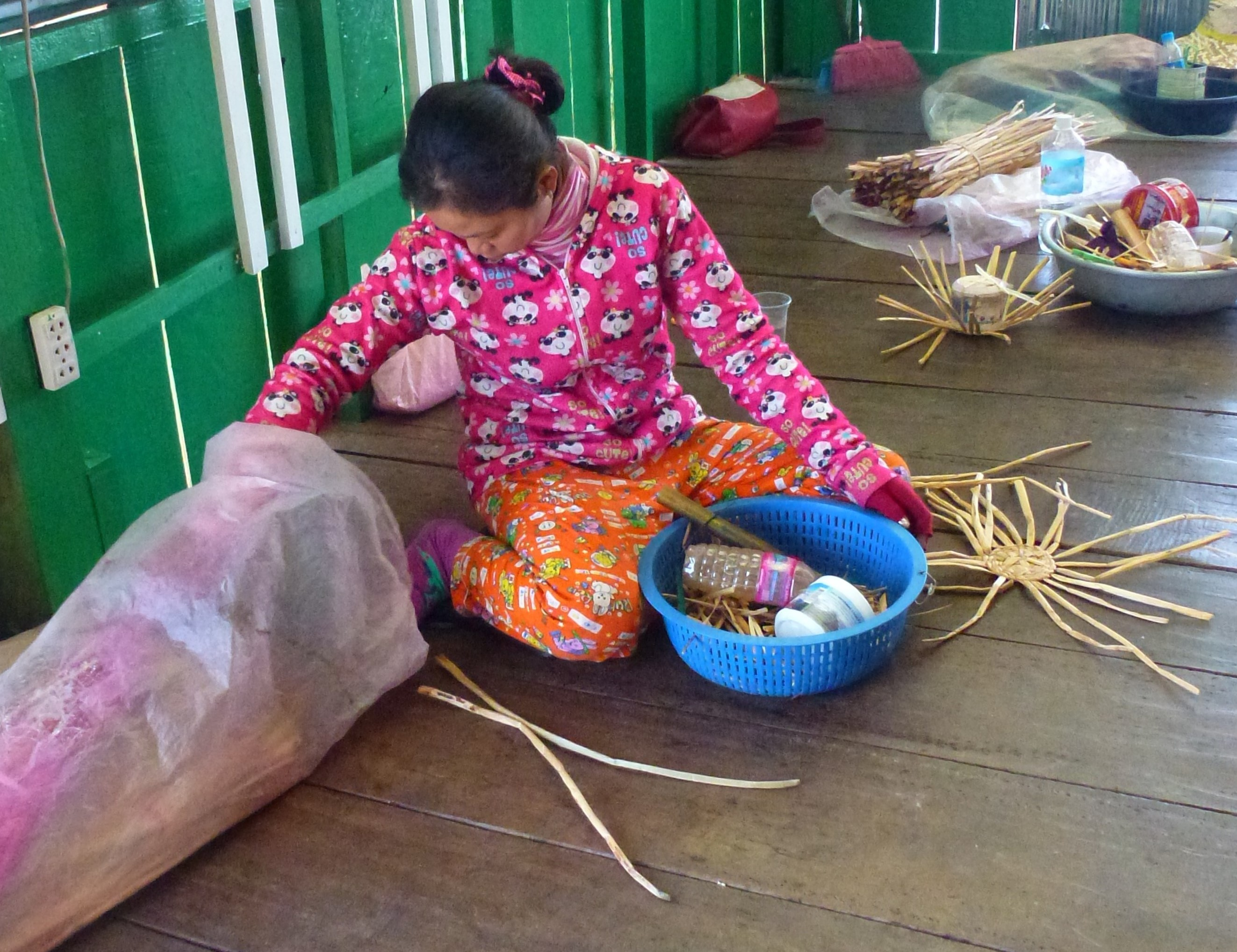
Artisanat local géré par OSMOSE

### Écosystème
Lors de sa crue, le lac envahit les forêts et les champs avoisinants. L'écosystème du Tonlé Sap est donc reconnu comme un écosystème de forêt alluviale. L'inondation saisonnière crée un milieu idéal, pour la reproduction des poissons, si bien que quelque 200 espèces y sont répertoriées. Elles ont été localement classées en trois groupes : les poissons blancs, comme Pangasius conchophilus ou Trey pra ke ; les poissons noirs comme les Mastacembelus ou les Gobies de sable, et enfin le groupe des poissons de plus petite taille, à démographie et croissance exceptionnelles : les Pao turgidus (en) et Pao cambodgiensis (en), du genre Tetraodon, famille des poissons-globes. Ces poissons sont nombreux, car ils ne sont pas consommés à cause de leur extrême toxicité (saxitoxine et tétrodotoxine). 
Le Tonlé Sap est en effet une des zones de pêche d'eau douce les plus productives du monde, fournissant plus de 75 % du volume annuel de pêche en eau douce du pays. Une véritable providence pour les trois millions de Cambodgiens vivant dans la région.
À la fin de la saison des pluies, la rivière coule de nouveau vers le Mékong, et certains poissons peuvent suivre ce courant, certains remontent ensuite le courant du fleuve, parfois jusqu'en Chine. Le lac et ses poissons permettant aussi le refuge d'une quinzaine d'espèces de grands oiseaux en voie d'extinction[réf. nécessaire].
Les eaux descendantes laissent de riches dépôts nutritifs de sédiments dans la région, ce qui en fait une terre propice à l'agriculture pour le reste de l'année.
Selon certains experts, le Tonlé Sap, qui rythme la vie des Cambodgiens depuis un millénaire, est au bord de l'effondrement. La raison première de cet affaiblissement est la construction de barrages hydroélectriques sur les rivières alimentant le lac. Ceci est couplé au dérèglement climatique. Le troisième facteur est le phénomène de surpêche que connaît le Tonlé Sap.

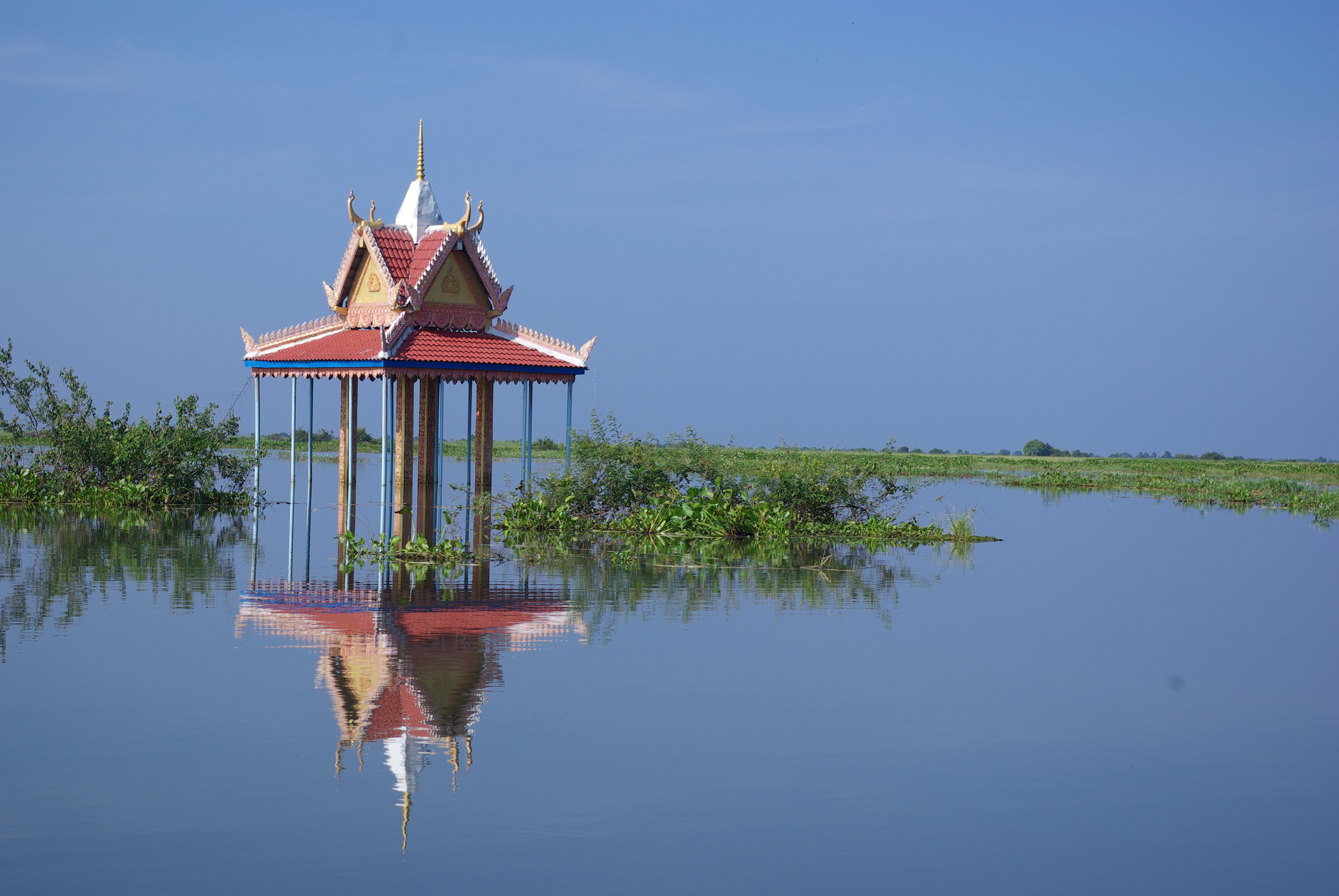
Sur le Tonlé Sap pendant les hautes eaux.
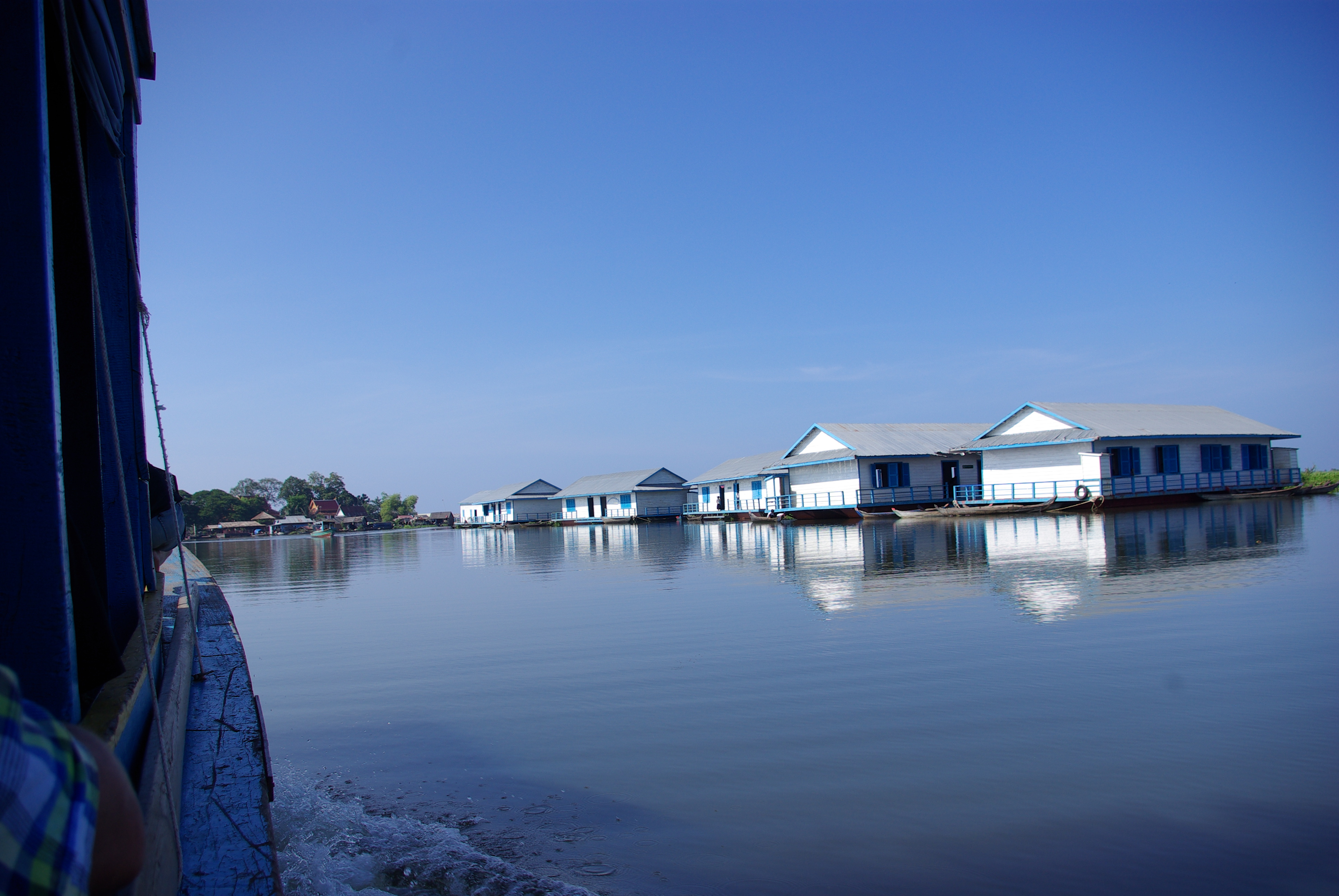
École flottante sur le Tonlé Sap.
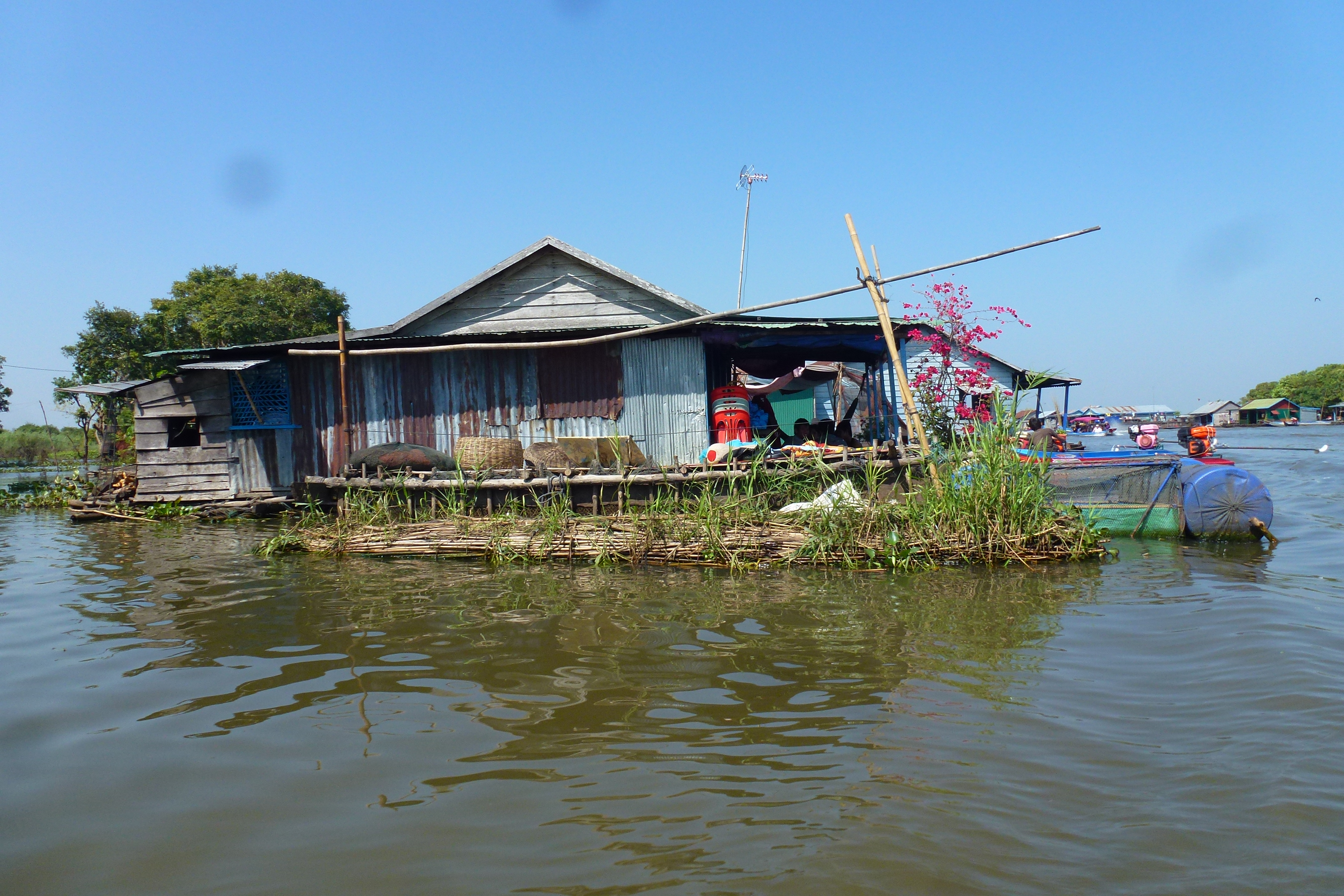
Habitation flottante sur le Tonlé Sap.
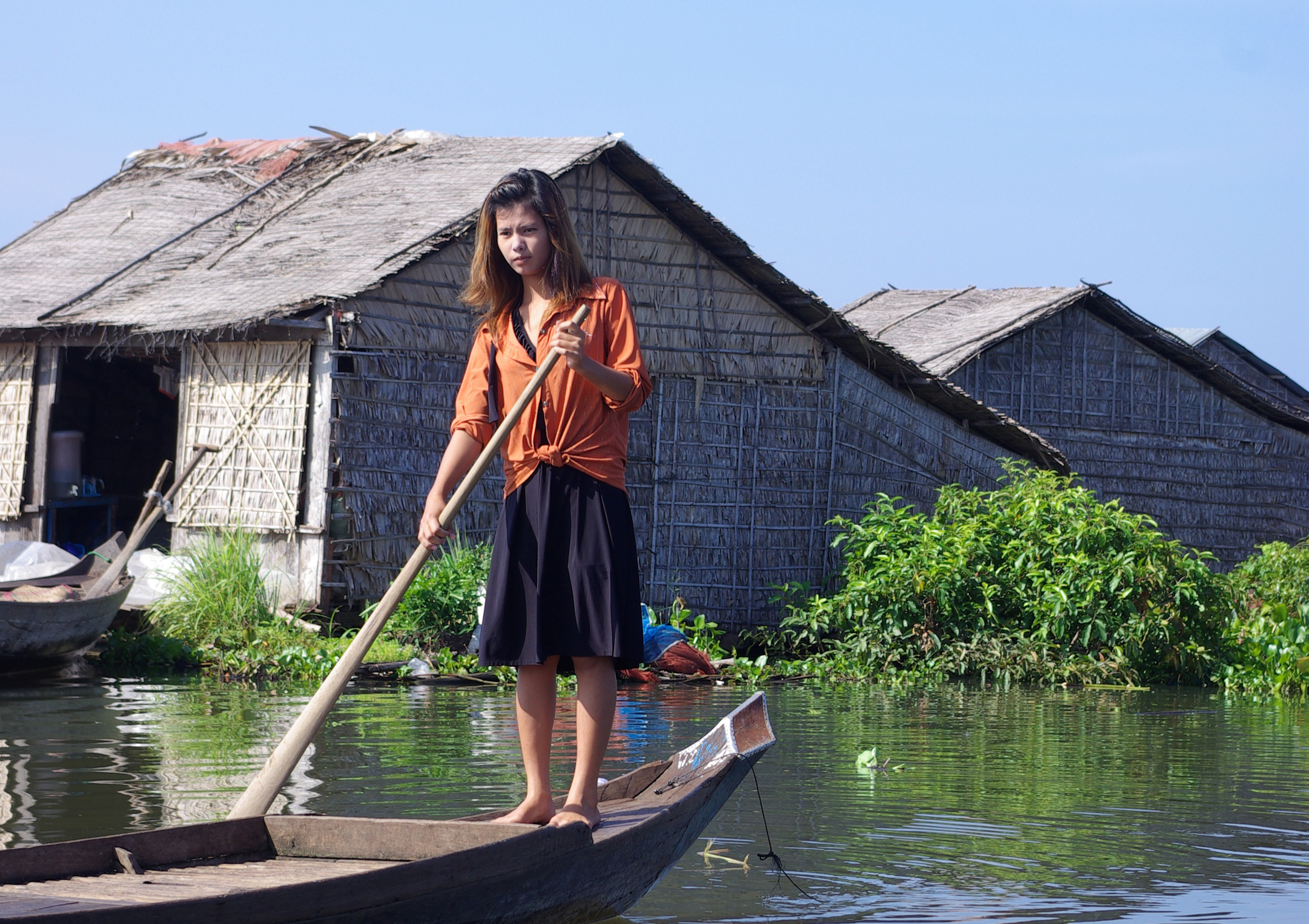
Mode de déplacement sur le lac.

## Démographie

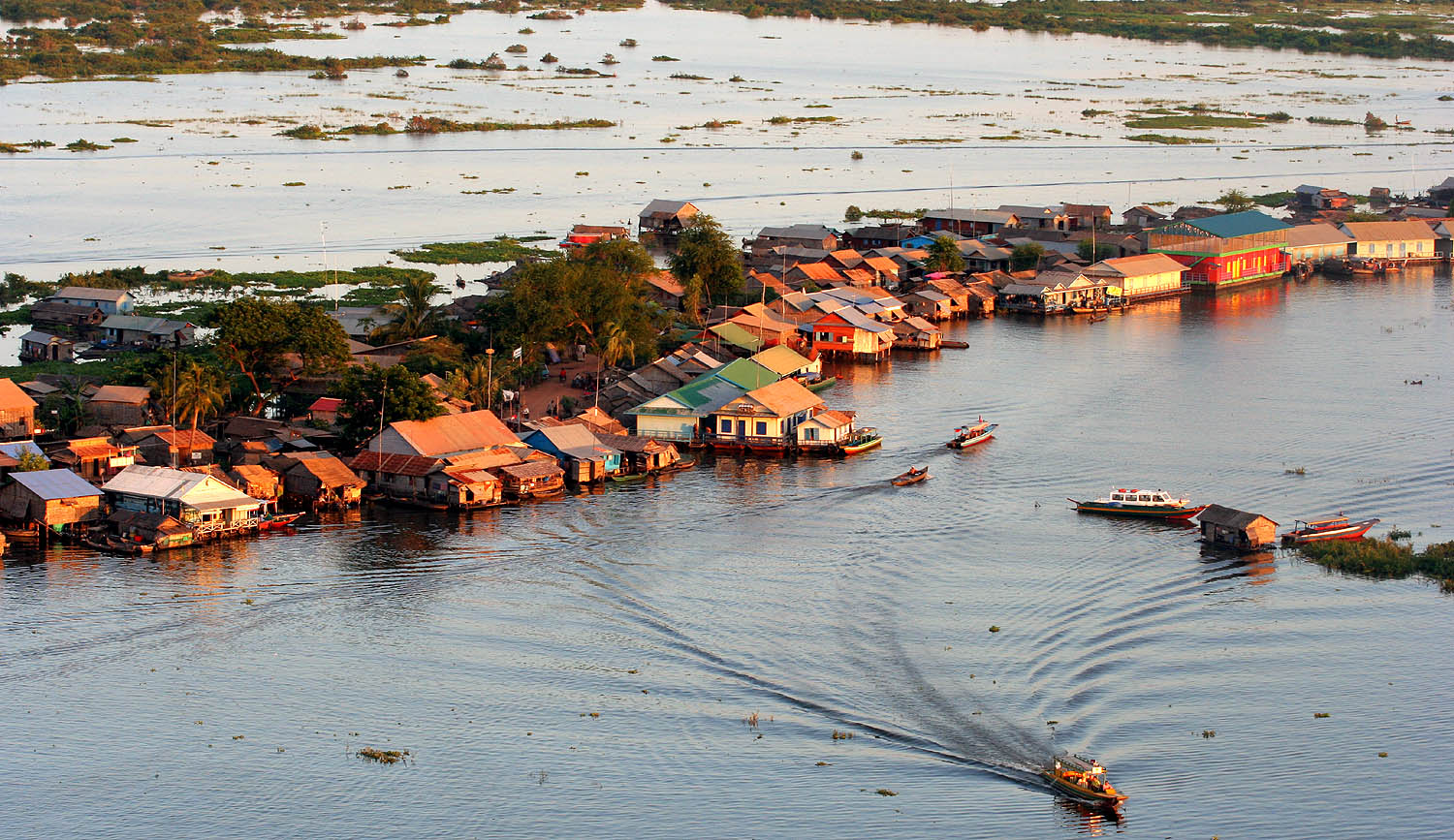
Un village sur le lac en octobre 2006.